# Leôncio (homem espectável)
Leôncio (em latim: Leontius) foi um oficial bizantino do século VI, ativo sob o imperador Justino I (r. 518–527). Como homem espectável, foi enviado em fevereiro ou março 519 com Estêvão por Justino para encontrar emissários do papa Hormisda. Eles se encontraram em Escampa, no Novo Epiro.